# Мамору Такума
Мамору Такума (яп. 宅間 守) — японський масовий вбивця і ґвалтівник. Вбив 8 дітей й поранив ще 15 осіб у початковій школі в Осаці.

## Дитячі роки
У дитинстві Мамору вбивав кішок, після чого їх спалював. Бійки з вчителями були звичайною подією. У 16-річному віці він побив свого батька. Після школи вступив до армії, але незабаром був комісований за секс з неповнолітньою. Він працював водієм. Мамору також був засуджений за зґвалтування жінки.

## Масове вбивство в Осаці
У 2001 році Такума атакував початкову школу в Осаці, озброєний ножем. 7 дівчат і 1 хлопець загинули, 13 дітей та 2 вчителів було поранено. Він також хотів атакувати іншу школу і використати вогнепальну зброю. Мамору сказав, що бажав померти й вирішив створити жахливий злочин, щоб бути засудженим до смертної кари. Він був страчений у 2004 році.

## Вплив
Інший японський вбивця, Каору Кобаяші, охарактеризував його як харизматичного злочинця.